# Carlisle (Kentucky)
Carlisle é uma cidade localizada no estado americano de Kentucky, no Condado de Nicholas.

## Demografia
Segundo o censo americano de 2000, a sua população era de 1917 habitantes.
Em 2006, foi estimada uma população de 2129, um aumento de 212 (11.1%).

## Geografia
De acordo com o United States Census Bureau tem uma área de
3,3 km², dos quais 3,3 km² cobertos por terra e 0,0 km² cobertos por água.

## Localidades na vizinhança
O diagrama seguinte representa as localidades num raio de 24 km ao redor de Carlisle.